# Lee Wallard
Lee Wallard (Schenectady, Nueva York, Estados Unidos; 7 de septiembre de 1910-San Petersburgo, Florida, Estados Unidos; 29 de noviembre de 1963) fue un piloto de automovilismo estadounidense. Ganó las 500 Millas de Indianápolis de 1951, al volante de un Belanger Motors, a los 40 años de edad. Una semana después de ganar en Indianápolis, Wallard se lesionó durante una carrera en Reading, Pensilvania. Fue severamente quemado cuando su coche se incendió en la recta final de aquella carrera. Requirió 27 injertos de piel.

## Resultados

### Fórmula 1
(Clave) (negrita indica pole position) (cursiva indica vuelta rápida)

| Año         | Escudería             | 1   | 2       | 3     | 4   | 5   | 6   | 7   | 8   | 9   | Pos. | Puntos |
| ----------- | --------------------- | --- | ------- | ----- | --- | --- | --- | --- | --- | --- | ---- | ------ |
| 1950        | Blue Crown Spark Plug | GBR | MON     | 500 6 | SUI | BEL | FRA | ITA |     |     | NC   | 0      |
| 1951        | Belanger Motors       | SUI | 500 1   | BEL   | FRA | GBR | GER | ITA | ESP |     | 7.º  | 9      |
| 1954        | Belanger Motors       | ARG | 500 DNQ | BEL   | FRA | GBR | GER | SUI | ITA | ESP | NC   | 0      |
| Referencia: |                       |     |         |       |     |     |     |     |     |     |      |        |